# Educación en la Antigua Roma

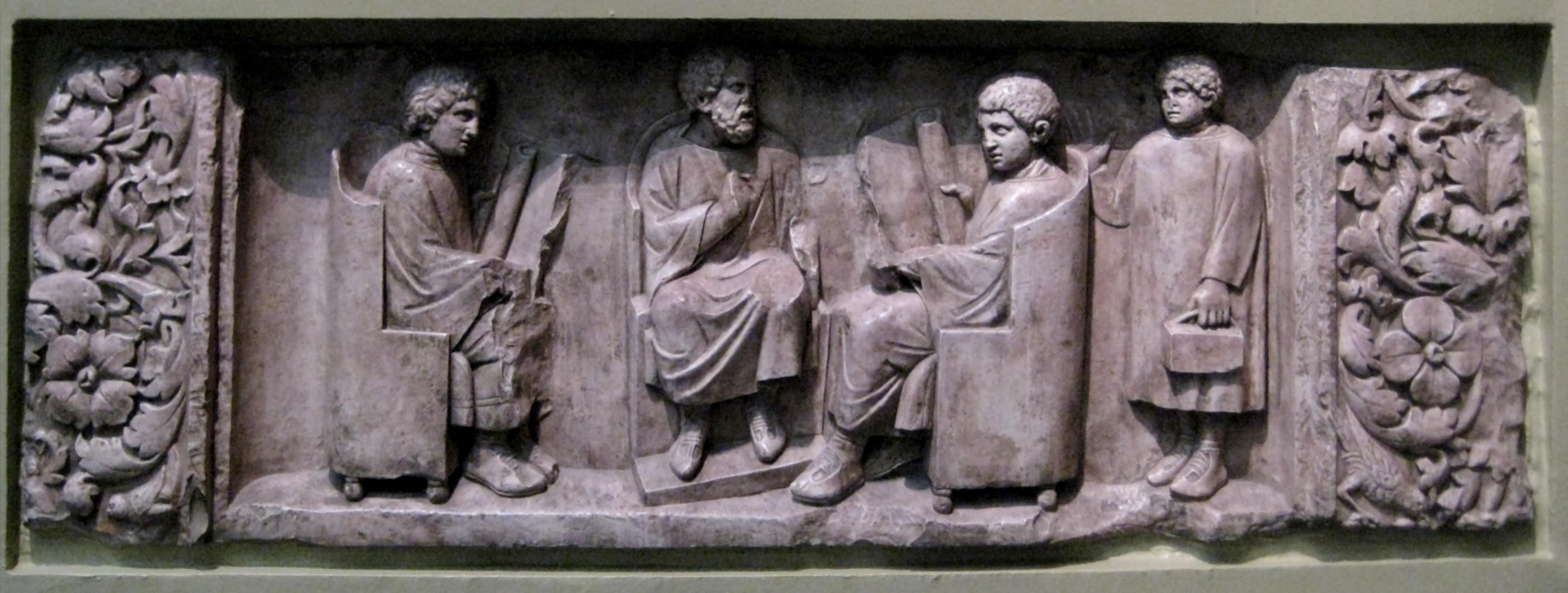
Relieve que representa un maestro con tres discípulos (ca. 180-185 d. C.)

La siguiente etapa de la educación tenía lugar en el gymnasium o palaestra. En Oriente, las principales materias eran la lengua griega, las obras de Homero, retórica, filosofía, música y deporte. En cambio, en Occidente, se enseñaba además latín, en detrimento de la música y el deporte. A los dieciséis o diecisiete años, había una bifurcación en el camino de los jóvenes, que tenían que decidirse por el ejército o los estudios.

## Escritura
Mientras que la epigrafía pública se tallaba en piedra o fijaba a los monumentos con letras de bronce, o se trazaba mediante incisiones en placas de plomo; la escritura de todo tipo de documentos se realizaba generalmente con tinta sobre papiro (posteriormente sobre pergamino) en la redacción definitiva que se deseaba conservar (en algunos casos, con incisiones sobre marfil). Las anotaciones y comunicaciones cotidianas y el aprendizaje se realizaba con incisiones sobre fragmentos de cerámica (lo que los griegos llamaban ostrakon) o tablillas de cera utilizando un stilus (punzón).
La escritura cursiva romana podría entenderse como las mayúsculas y minúsculas de nuestro lenguaje diario, aunque cambian un poco del antiguo lenguaje hasta su(s) actual(es) estado(s).
Los rollos eran la forma habitual de recopilar los textos y conservarlos en las bibliotecas; el formato "libro", con páginas, no se impuso hasta el comienzo de la Edad Media.

## Infantes
La lactancia y los primeros cuidados, eran consagrados a una ama de crianza, ama de leche o nodriza es una mujer que amamanta a un lactante que no es su hijo, considerada por el niño como una segunda madre. Los primeros juguetes eran los sonajeros (crepitacula).

## La escuela
La schola ("escuela") estaba regida por el calendario religioso, las clases se daban por las mañanas y era mixta hasta los doce años. Un grammaticus era el responsable de enseñarle a los niños los autores clásicos y la mitología, mientras que a las niñas, consideradas adultas a los catorce años (domina, kyria), podían tener uno que le enseñara los clásicos.
La educación tenía lugar en el gymnasium o en la palaestra. En oriente, las principales materias eran Griego, Homero, Retórica, Filosofía, Música y Deporte. En cambio, en la mitad occidental, se enseñaba además latín, en detrimento de la música y el deporte. A los dieciséis o diecisiete años, había una bifurcación en el camino de los jóvenes, que tenían que decidirse por el ejército, o los estudios.

## La edad
La mayoría de edad se conseguía al vestir la toga viril, decisión que dependía del tutor o del padre. Que el hijo formara una familia (paterfamilias) era solo posible tras la muerte de su padre, siendo condenados a muerte por el padre si incumplían esta norma. Entre tanto, sus hijos recibían un pequeño salario (peculium) y debían responder a su autoridad (patria potestas).

## Evolución histórica en la antigua Roma
Los padres fueron los que educaron a los hijos en la Roma de los primeros tiempos. Las costumbres, las creencias y las leyendas iban pasando así familiarmente de unas generaciones a otras. Generalmente, era la madre (si sabía) la que enseñaba a leer, escribir y hacer cuentas. El padre procuraba irle enseñando las leyes y costumbres de todo buen ciudadano romano.
Con la expansión de Roma, sobre todo al conquistar Grecia, se hizo necesario abrir nuevos caminos en el mundo de la educación. Así, las familias que tenían medios pudieron disponer del siguiente plan de estudios para sus hijos:

## Sistema de educación de tres grados
La schola (escuela) componía un sistema educativo con tres niveles de enseñanza.

### Escuela elemental (ludus litterarius)
Entre los 7 y 11/12 años, el niño aprendía con un ludi magister ("maestro") a leer, escribir y cálculo elemental. Podían tener un maestro particular (magister institutor litterarum) que generalmente era un esclavo o liberto griego, o bien ir a una escuela llevados por un esclavo (pædagogus) que después también les repasaba las lecciones en casa. 
La disciplina era severa, pero los niños jugaban con letras de madera o marfil y con ellas aprendían a leer y a escribir. Por eso a esta escuela le llaman «juego» (ludus) y el maestro era el magister ludi. La escuela se situaba en un pequeño cuarto (taberna, pergula), en una cabaña o en el jardín (según el tiempo y las posibilidades). El maestro tenía una silla (cathedra) o un taburete (sella). 
Los niños se sentaban en escaños (subsellia). Los instrumentos de trabajo eran unas tablas enceradas (tabulæ, ceræ) en las que rascaban con punzones (stilus) que por un lado eran puntiagudos y por otro acababan en una espátula con la que se alisaba la cera y así quedaba lista para volver a escribir en ella (stilum vertere).

### Escuela media (ludus grammaticus)
Se extendía de los 11/12 a los 16/17 años. Correspondía a lo denominado actualmente enseñanza secundaria pero sólo accedían familias bienestantes. Las muchachas, sólo podían estar hasta los 14 años. Ubicadas en lugares céntricos, solían ser más estables que las escuelas elementales y muchas de ellas decoradas con bustos de escritores e incluso con mapas geográficos murales. La impartía un grammaticus o litteratus ("gramático"), mejor considerado que el ludi magister, pero aún así, un esclavo, liberto o persona de origen servil que enseñaba a entender y comentar los textos literarios en griego y latín, cosa que produjo una cultura mixta. Comentando los textos clásicos, los niños aprendían de todo: geografía, historia, física, religión, mitología, etc. A los 16 años había una bifurcación: los jóvenes tenían que decidirse por el ejército o los estudios (cursus honorum).
Aparte de la enseñanza literaria, centrada en el arte de la comunicación o elocuencia, el resto de conocimientos científicos que comprendían la antigua enkiklios paideia griega apenas se dieron en la enseñanza media romana.
Con el tiempo, la grammatica empezaría a ser también estudio sobre la lengua que hablaban y esta innovación acabaría eliminando el primitivo concepto de grammatica.

### Escuela superior (ludus rhetoricae)
La enseñanza estaba a cargo de un ludi rhetor o orator ("retórico" o "maestro de oratoria") que iniciaba con la retórica y la dialéctica y avanzaba con la enseñanza del derecho y de la filosofía. Según Diocleciano, el estatus socioeconómico del rethor era superior al del grammaticus y al del ludi magister. Sus aulas fueron habitualmente salas semicirculares, muchas de ellas descubiertas, con asientos fijos en la parte interior de la curva, conocidas como exedras.La tercera etapa preparaba en la elocuencia al futuro político romano. Quintiliano, por ejemplo, escribió muchas notas pedagógicas de cómo formar al orador. Entre los ejercicios frecuentes estaba la realización de juicios ficticios en los que unos alumnos acusaban y otros defendían.

#### Enseñanzas de derecho (tirocinium fori)
Estas instituciones estaban a cargo del magister iuris. La escuela era la vida de la calle, del foro, del templo, las bibliotecas, etc. Solía durar 4 años. El derecho constituyó una disciplina genuinamente romana y uno de los pilares, junto al ejército, que permitió expandir y mantener la idea de imperio.

## Los profesores
Las escuelas romanas se encontraban en los pórticos del Foro romano, y sus profesores eran mal pagados por los padres de los alumnos. Esto ilustra una de las diferencias centrales entre griegos y romanos y su visión sobre la educación: En los griegos la educación era un fin en sí mismo. Los romanos, por su parte, eran más prácticos acerca de lo que enseñaban a sus hijos. Para ellos, un área de estudio era buena solo si servía a un propósito más alto o asunto determinado.